# Championnats d'Europe de skyrunning 2011
Navigation
2009 2013
Les Championnats d'Europe de skyrunning 2011 constituent la quatrième édition des championnats d'Europe de skyrunning, compétition internationale gérée par la fédération internationale de skyrunning. Ils ont lieu du 12 juin au 5 novembre 2011.
La SkyRace Valmalenco-Valposchiavo accueille à nouveau l'épreuve de SkyRace sur son parcours de 31 km comprenant 1 850 m de dénivelé positif et 1 800 m négatif. L'épreuve de kilomètre vertical se déroule à Puig Campana sur son tracé de 3,65 km.

## Résultats

### SkyRace
Vainqueur de l'épreuve en 2009 mais sur un parcours raccourci, le Tchèque Robert Krupička s'élance en favori et prend une confortable avance de 5 minutes à mi-parcours qu'il conserve jusqu'à l'arrivée. Les deux autres places sur le podium font l'objet d'une lutte serrée entre Luis Alberto Hernando et Mikhail Mamleev finalement à l'avantage de l'Espagnol pour une vingtaine de secondes. Plus motivée que jamais à la suite de sa victoire à Zegama-Aizkorri, l'Espagnole Oihana Kortazar s'élance sur un rythme soutenu qu'elle maintient pendant toute la course et remporte la victoire avec plus de 3 minutes d'avance sur ses poursuivantes. Très en forme en première partie de course, la Russe Zhanna Vokueva semble viser le podium mais lâche du terrain en seconde moitié de course. Profitant de son expérience du terrain, l'Italienne Emanuela Brizio prend l'avantage pour s'emparer de la seconde marche du podium. Nuria Domínguez parvient à doubler Corinne Favre dans les derniers kilomètres pour décrocher la médaille de bronze.
| Rang               | Athlète                   | Temps           |
| ------------------ | ------------------------- | --------------- |
| Médaille d'or      | Robert Krupička           | 2 h 39 min 59 s |
| Médaille d'argent  | Luis Alberto Hernando     | 2 h 44 min 56 s |
| Médaille de bronze | Mikhail Mamleev           | 2 h 45 min 14 s |
| 4                  | David López Castán        | 2 h 46 min 34 s |
| 5                  | Nicola Golinelli          | 2 h 46 min 44 s |
| 6                  | Michele Tavernaro         | 2 h 47 min 19 s |
| 7                  | Jabi Olabarria Etxebarria | 2 h 48 min 37 s |
| 8                  | Ramón Recatalá Vera       | 2 h 50 min 26 s |
| 9                  | Stefano Butti             | 2 h 51 min 21 s |
| 10                 | Giovanni Tacchini         | 2 h 51 min 29 s |

| Rang               | Athlète                      | Temps           |
| ------------------ | ---------------------------- | --------------- |
| Médaille d'or      | Oihana Kortazar Aranzeta     | 3 h 18 min 46 s |
| Médaille d'argent  | Emanuela Brizio              | 3 h 22 min 0 s  |
| Médaille de bronze | Nuria Domínguez Azpeleta     | 3 h 22 min 43 s |
| 4                  | Corinne Favre                | 3 h 23 min 1 s  |
| 5                  | Stéphanie Jiménez            | 3 h 23 min 57 s |
| 6                  | Zhanna Vokueva               | 3 h 25 min 53 s |
| 7                  | Raffaella Rossi              | 3 h 26 min 40 s |
| 8                  | Lisa Buzzoni                 | 3 h 29 min 20 s |
| 9                  | Blanca María Serrano Serrano | 3 h 31 min 22 s |
| 10                 | Mònica Ardid Ubed            | 3 h 33 min 14 s |

### Kilomètre vertical
Les Italiens dominent l'épreuve du kilomètre vertical. Urban Zemmer signe un nouveau record du parcours en 35 min 43 s et décroche son deuxième titre européen de la discipline. Nicola Golinelli et Marco De Gasperi complètent le podium. La fondeuse Laura Orgué fait des débuts encourageants en skyrunning en battant la championne de SkyRace Oihana Kortazar pour remporter son premier titre. La Française Corinne Favre complète le podium.
| Rang               | Athlète                     | Temps       |
| ------------------ | --------------------------- | ----------- |
| Médaille d'or      | Urban Zemmer                | 35 min 43 s |
| Médaille d'argent  | Nicola Golinelli            | 36 min 50 s |
| Médaille de bronze | Marco De Gasperi            | 37 min 51 s |
| 4                  | Luis Alberto Hernando       | 37 min 53 s |
| 5                  | Miguel Caballero Ortega     | 38 min 27 s |
| 6                  | Emanuele Manzi              | 39 min 21 s |
| 7                  | Ángel Llorens Zafra         | 39 min 28 s |
| 8                  | Xavier Teixidó              | 39 min 38 s |
| 9                  | Ramón Recatalá Vera         | 39 min 40 s |
| 10                 | Jesús de la Morena Enríquez | 39 min 59 s |

| Rang               | Athlète                      | Temps       |
| ------------------ | ---------------------------- | ----------- |
| Médaille d'or      | Laura Orgué                  | 44 min 1 s  |
| Médaille d'argent  | Oihana Kortazar Aranzeta     | 46 min 53 s |
| Médaille de bronze | Corinne Favre                | 47 min 8 s  |
| 4                  | Mònica Ardid Ubed            | 47 min 35 s |
| 5                  | Blanca María Serrano Serrano | 48 min 17 s |
| 6                  | Maria Fargues Gimeno         | 49 min 55 s |
| 7                  | Alba Xandri Suets            | 50 min 16 s |
| 8                  | Alessandra Valgoi            | 50 min 38 s |
| 9                  | Cristina Bonacina            | 51 min 38 s |
| 10                 | Nuria Domínguez Azpeleta     | 53 min 4 s  |

### Nations
| Rang               | Pays    | Sky | Vertical | Total |
| ------------------ | ------- | --- | -------- | ----- |
| Médaille d'or      | Italie  | 298 | 332      | 630   |
| Médaille d'argent  | Espagne | 326 | 302      | 628   |
| Médaille de bronze | France  | 88  | 226      | 314   |